# Basilicata
Basilicata je region na jihu Itálie. Na západě sousedí s Kampánii, na východě s Apulií a s Kalábrií na jihu. Má krátké pobřeží Tyrrhenského moře na západě a část pobřeží Tarantského zálivu v Jónském moři na opačné straně Apeninského poloostrova na jihovýchodě. Region má rozlohu 9 992 km² a žije zde okolo 600 tisíc obyvatel. Dělí se na dvě provincie: Potenza a Matera. Hlavním městem je Potenza. Jedná se o hornatou oblast s nejvyšší horou jižních Apenin. Kvůli hornatému terénu je obtížné budovat infrastrukturu, Basilicata tak patří k nejméně rozvinutým oblastem Itálie. Hustota zalidnění je v něm druhá nejnižší v celé Itálii, řidší osídlení je jen v autonomní oblasti Údolí Aosty.
Basilicata je občas nazývaná též svým starověkým jménem Lucania (Lukánie), které dostala podle italského kmene Lukánů, jenž se tu usadil v polovině 5. stol. př. n. l.

## Historie
Několik řeckých osad na pobřeží vzniklo již v 8. století př. n. l. (Metaponto, Eraclea), kvůli válkám se však nerozvíjely. Oblast poté osídlili italské kmeny Lukánů a Bruttiů. Později region obsadili Římané. Po zániku západořímské říše zůstal jih Itálie pod vlivem Byzance, ale musel čelit vpádům Langobardů i Saracénů.  Významnou změnu přineslo 11. stol., kdy celý jih Itálie dobyli Normané. V roce 1130 vzniklo Sicilské království s Rogerem II. jako prvním králem, které zahrnovalo kromě Sicílie i pevninskou část jižní Itálie včetně Kalábrie a Basilicaty. Normané zavedli na jihu Itálie feudální pozemkový systém. V roce 1282 došlo k oddělení pevninské části, která se i nadále označovala jako Sicilské království, ale dnes se pro ni kvůli přehlednosti obecně používá název Neapolské království podle jejího hlavního města. Za císaře Fridricha II. ve 12. až 13. st., později došlo ke stagnaci.  V roce 1735 se Basilicata stala součástí Sicilského království, v roce 1860 součástí Italského království. V prvních desetiletích 20. stol. nastal masový odliv obyvatel, kteří odcházeli za vidinou lepšího živobytí zejména do Severní a Jižní Ameriky. Počet obyvatel v regionu se tak snížil téměř na polovinu.

## Geografie

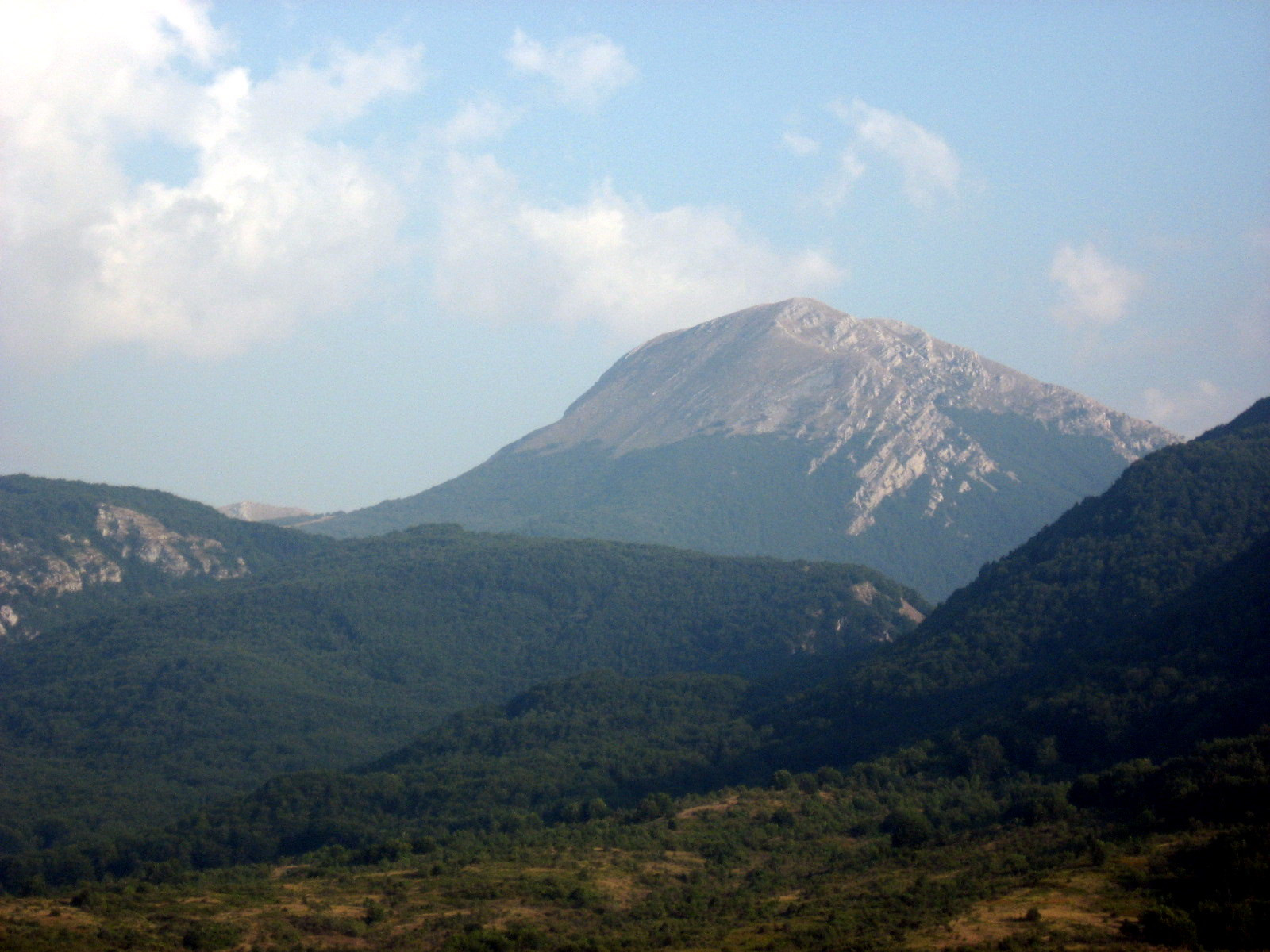
Monte Pollino

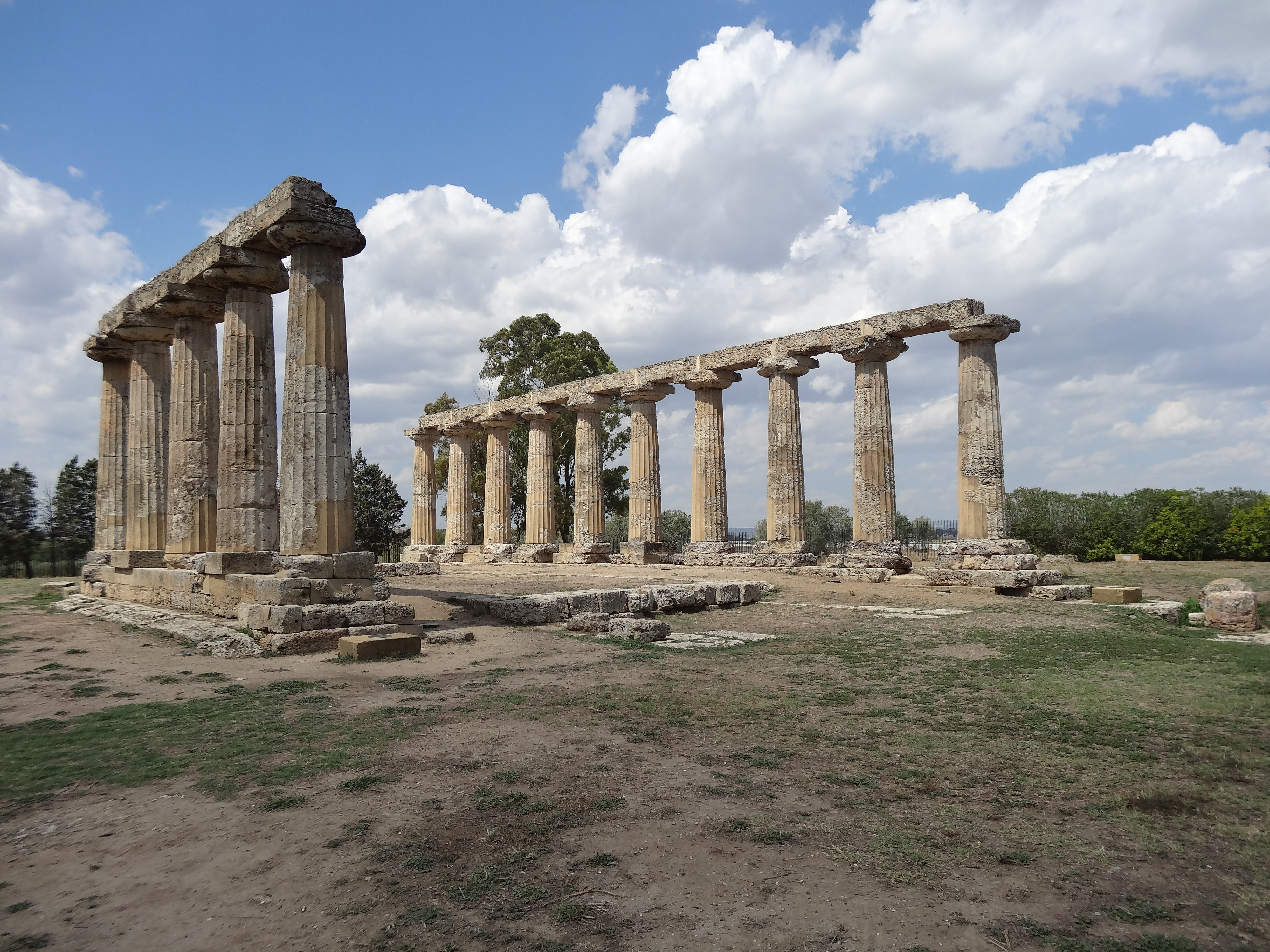
Metaponto

Basilicata je nejhornatějším regionem na jihu Itálie. Na hory a horská pásma připadá 47% rozlohy území, kopcovitá krajina a vrchovina se rozkládá na 45%, pouze 8% tvoří nížiny a rovina. Celá západní polovina regionu je tvořena Jižními Apeninami (Appennino meridionale), respektive podskupinou nazývanou Apennino lucano (Lukánské Apeniny). Jednotlivá pohoří jsou: Massiccio del Pollino, Massiccio del Sirino, Monti dell'Orsomarso, Monte Alpi, Monte Volturino. Nejvyšší horou oblasti je Serra Dolcedorme s 2 267 m. Ve střední části Basilicaty leží pohoří Lukánské Dolomity. Východní část regionu tvoří částečně hory, částečně kopcovitá krajina a zvláště při pobřeží Jónského moře se nachází rovinaté oblasti. Na východě se nachází také největší řeky regionu, které ústí do Tarentského zálivu Jónského moře – Basento (149 km), Agri (136 km), Bradano (120 km) a Sinni (94 km). K největším jezerům v kraji náleží Pietra del Pertusillo (630 km²). Pro turisty je zajímavé okolí vyhaslého kráteru Monte Vulture.

## Administrativní uspořádání

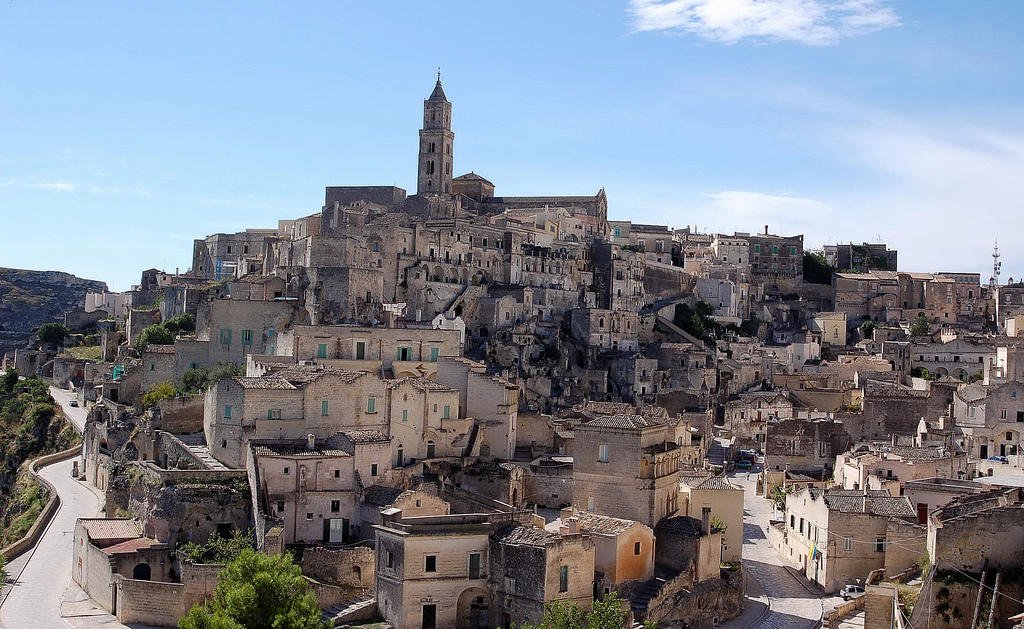
Matera

Region má dvě provincie: Potenza a Matera. Hlavním městem je Potenza. Na území regionu je 131 obcí.
- Provincie Matera
- Provincie Potenza

## Hlavní centra a obce regionu
- Potenza
- Matera
- Metaponto
- Melfi
- Venosa
- Maratea

## Zajímavosti
V průběhu starověku byly v této oblasti náhodně objevovány zkamenělé otisky stop pravěkých živočichů, nejspíš i druhohorních dinosaurů. Fosilie byly interpretovány jako pozůstatky po činnosti slavných mytologických bytostí, jako byl například Héraklés. Zprávy o těchto objevech se dochovaly v díle některých starověkých učenců, jako byl tzv. Pseudo-Aristotelés nebo Lúkianos ze Samosaty.